# 2016年のインディカー・シリーズ
2016年のベライゾン・インディカー・シリーズ (2016 Verizon IndyCar Series) は、インディカー・シリーズの21年目のシーズンとなる。第100回インディアナポリス500マイルレースはシリーズ6戦目として5月29日に開催された。スコット・ディクソンおよびシボレーがディフェンディングチャンピオンとしてシリーズに臨んだ。
サイモン・パジェノがドライバーズタイトルを獲得し、シボレーは前年に引き続いてマニファクチャラーズタイトルを獲得した。パジェノはダリオ・フランキッティが2011年にタイトルを獲得して以来のヨーロッパ出身ドライバーであった。

## 参戦チーム・ドライバー
| チーム                                                               | エンジン | No. | ドライバー                 | 出場ラウンド      |
| -------------------------------------------------------------------- | -------- | --- | -------------------------- | ----------------- |
| A.J.フォイト・エンタープライズ                                       | ホンダ   | 14  | 佐藤琢磨                   | 全戦              |
| A.J.フォイト・エンタープライズ                                       | ホンダ   | 35  | アレックス・タグリアーニ   | 5-6               |
| A.J.フォイト・エンタープライズ                                       | ホンダ   | 41  | ジャック・ホークスワース   | 全戦              |
| アンドレッティ・オートスポーツ                                       | ホンダ   | 26  | カルロス・ムニョス         | 全戦              |
| アンドレッティ・オートスポーツ                                       | ホンダ   | 27  | マルコ・アンドレッティ     | 全戦              |
| アンドレッティ・オートスポーツ                                       | ホンダ   | 28  | ライアン・ハンター＝レイ   | 全戦              |
| アンドレッティ・オートスポーツ                                       | ホンダ   | 29  | タウンゼント・ベル         | 6                 |
| アンドレッティ・ハータ・オートスポーツ ウィズ カーブ・アガジャニアン | ホンダ   | 98  | アレクサンダー・ロッシ (R) | 全戦              |
| チップ・ガナッシ・レーシング                                         | シボレー | 8   | マックス・チルトン (R)     | 全戦              |
| チップ・ガナッシ・レーシング                                         | シボレー | 9   | スコット・ディクソン       | 全戦              |
| チップ・ガナッシ・レーシング                                         | シボレー | 10  | トニー・カナーン           | 全戦              |
| チップ・ガナッシ・レーシング                                         | シボレー | 42  | チャーリー・キンボール     | 6                 |
| チップ・ガナッシ・レーシング                                         | シボレー | 83  | チャーリー・キンボール     | 1-5, 7-16         |
| デイル・コイン・レーシング                                           | ホンダ   | 18  | コナー・デイリー (R)       | 1-12, 14-16       |
| デイル・コイン・レーシング                                           | ホンダ   | 88  | コナー・デイリー (R)       | 13                |
| デイル・コイン・レーシング                                           | ホンダ   | 19  | ルカ・フィリッピ           | 1-4, 11           |
| デイル・コイン・レーシング                                           | ホンダ   | 19  | ギャビー・チャベス         | 5-10, 14          |
| デイル・コイン・レーシング                                           | ホンダ   | 19  | R.C.エナーソン (R)         | 12, 15-16         |
| デイル・コイン・レーシング                                           | ホンダ   | 19  | ピッパ・マン               | 13                |
| デイル・コイン・レーシング                                           | ホンダ   | 63  | ピッパ・マン               | 6                 |
| ドレイヤー & レインボールド・レーシング                              | シボレー | 24  | セージ・カラム             | 6                 |
| エド・カーペンター・レーシング                                       | シボレー | 6   | J.R.ヒルデブランド         | 5-6               |
| エド・カーペンター・レーシング                                       | シボレー | 20  | エド・カーペンター         | 2, 6, 10, 13-14   |
| エド・カーペンター・レーシング                                       | シボレー | 20  | スペンサー・ピゴット (R)   | 7-9, 11-12, 15-16 |
| エド・カーペンター・レーシング                                       | シボレー | 21  | ジョセフ・ニューガーデン   | 全戦              |
| ジョナサン・バーズ・レーシング                                       | ホンダ   | 88  | ブライアン・クロウソン     | 6                 |
| KVSHレーシング                                                       | シボレー | 11  | セバスチャン・ボーデ       | 全戦              |
| KVSHレーシング                                                       | シボレー | 25  | ステファン・ウィルソン (R) | 6                 |
| ラジアー・バーンズ・レーシング                                       | シボレー | 4   | バディ・ラジアー           | 6                 |
| パーテック・チーム・マレー                                           | シボレー | 61  | マシュー・ブラバム (R)     | 5-6               |
| レイホール・レターマン・ラニガン・レーシング                         | ホンダ   | 15  | グラハム・レイホール       | 全戦              |
| レイホール・レターマン・ラニガン・レーシング                         | ホンダ   | 16  | スペンサー・ピゴット (R)   | 1, 5-6            |
| シュミット・ピーターソン・モータースポーツ                           | ホンダ   | 5   | ジェームズ・ヒンチクリフ   | 全戦              |
| シュミット・ピーターソン・モータースポーツ                           | ホンダ   | 7   | ミハイル・アリョーシン     | 全戦              |
| シュミット・ピーターソン・モータースポーツ                           | ホンダ   | 77  | オリオール・セルビア       | 6                 |
| チーム・ペンスキー                                                   | シボレー | 2   | ファン・パブロ・モントーヤ | 全戦              |
| チーム・ペンスキー                                                   | シボレー | 3   | エリオ・カストロネベス     | 全戦              |
| チーム・ペンスキー                                                   | シボレー | 12  | オリオール・セルビア       | 1                 |
| チーム・ペンスキー                                                   | シボレー | 12  | ウィル・パワー             | 2-16              |
| チーム・ペンスキー                                                   | シボレー | 22  | サイモン・パジェノ         | 全戦              |

### 注
- ブライアン・クロウソンは3度目のインディ500にジョナサン・バーズ・レーシングから出場する。クロウソンは2016年、インディカー、スプリントカー、ミジェットなど200以上のレースに出場した[18]。
- ライアン・ハンター＝レイ、カルロス・ムニョス、マルコ・アンドレッティはアンドレッティ・オートスポーツと2016年および2017年シーズンの契約を結んだ。チームはインディ500にタウンゼント・ベルを起用することを確認した[19]。
- カーペンター・フィッシャー・ハートマン・レーシングは2016年シーズン、エド・カーペンター・レーシングと改名した[20]。ジョセフ・ニューガーデンとエド・カーペンターはチームに残留し、ニューガーデンのみがシーズンにフル参戦する。チームはグランプリ・オブ・インディおよびインディ500にJ.R.ヒルデブランドを起用することを確認した[21]。チームはまたインディライツのチャンピオン、スペンサー・ピゴットを起用し、デトロイト以降のロード及び市街地コースで20番車を走らせる[22]。
- レイホール・レターマン・ラニガン・レーシングは2016年シーズン、グラハム・レイホールの1台体制でフル参戦するが、スペンサー・ピゴットを3戦（セントピーターズバーグ。グランプリ・オブ・インディ、インディ500）でスポット起用する[23]。
- チーム・ペンスキーは2015年シーズンと同じ4名のドライバーで復帰した。
- チップ・ガナッシ・レーシングはスコット・ディクソン、トニー・カナーン、チャーリー・キンボールが残留したが、セージ・カラムとセバスチャン・サーベドラはチームを離脱した。チームは後に元マノー・マルシャのドライバーであり2015年シーズンはインディライツに部分的に出場したマックス・チルトンを第4ドライバーとして起用した。
- シュミット・ピーターソン・モータースポーツはジェームズ・ヒンチクリフの復帰を確認した。ミカイル・アレシンはジェームズ・ジェイクスに代わってチームに戻りフル参戦する。オリオール・セルビアはインディ500で3台目のマシンをドライブ、マロッティ・レーシングの支援を受けた[24]。
- パーテック・チーム・マレーはグランプリ・オブ・インディおよびインディ500にマシュー・ブラバムを出場させることを確認した。チームはKVSHレーシングから支援を受ける[13]。
- KVSHレーシングはセバスチャン・ボーデの復帰を確認した。ステファノ・コレッティはチームを離脱した。ステファン・ウィルソンはインディ500で25番車をドライブする[25]。
- デイル・コイン・レーシングはコナー・デイリーとルカ・フィリッピがシーズンフル参戦することを確認した。ピッパ・マンはインディ500に出場する。チームはまた、ギャビー・チャベスがグランプリ・オブ・インディおよびインディ500に出場することを確認した。
- A.J.フォイト・エンタープライズは佐藤琢磨とジャック・ホークワースの復帰を確認した。チームはアレックス・タグリアーニをグランプリ・オブ・インディおよびインディ500に起用する。
- ドレイヤー & レインボールド・レーシングはセージ・カラムをインディ500に出場させる。
- ラジアー・パートナーズ・レーシングはバディ・ラジアーをインディ500に出場させる。
- 2月18日、ブライアン・ハータ・オートスポーツはホンダを使用するアンドレッティ・オートスポーツとの協業を確認した。チームはインディアナポリスでアンドレッティのショップを使用した[26]。これとは別に、スポンサーが破綻したためチームは2014年のインディライツチャンピオン、ギャビー・チャベスを残すことができなかった[27]。チームは元ケータハムおよびマノー・レーシングのドライバーであったアレクサンダー・ロッシを98番車でフル参戦させることを確認した[4]。
- IndyCarは2016年2月24日にレーススチュワードとして元ドライバーのアリー・ルイエンダイクとマックス・パピス、長年モータースポーツに関わってきたダン・ディヴィスの3名と契約したことを発表した。
- 2016年5月15日、チャーリー・キンボールはインディ500で通常使用している83番に換えて、42番のゼッケンを使用することが明らかになった。これはノボノルディスクとチップ・ガナッシ・レーシングによるプロモーションで、ガナッシのNASCARチームでドライブするカイル・ラーソンもこれに加わる。公式発表は5月16日に行われた。
- 2016年6月12日、ジョセフ・ニューガーデンはファイヤストン600において事故で鎖骨と手首を骨折した。エド・カーペンター・レーシングは翌日、ニューガーデンが負傷から回復するまでJ.R.ヒルデブランドが代役を務めることを発表した[28]。しかしながら、ニューガーデンは十分に回復したため次戦のロード・アメリカに出場することができた。
- 2016年7月21日、デイル・コイン・レーシングはミッドオハイオでR.C.エナーソンをデビューさせると発表した[29]。チームは後に最終2戦で彼を起用する契約を行った[30]。

## 開催スケジュール
2016年の開催スケジュールは2015年10月27日に発表された。
| Rd. | 開催日           | レース                                                                           | サーキット                                                    | 開催地                             | テレビ中継 |
| --- | ---------------- | -------------------------------------------------------------------------------- | ------------------------------------------------------------- | ---------------------------------- | ---------- |
| 1   | 3月13日          | ファイアストン・グランプリ・オブ・セントピーターズバーグ                         | セントピーターズバーグ市街地コース                            | フロリダ州セントピーターズバーグ   | ABC        |
| 2   | 4月2日           | デザート・ダイヤモンド・ウェストヴァレー・フェニックス・グランプリ               | フェニックス・インターナショナル・レースウェイ                | アリゾナ州エイボンデール           | NBCSN      |
| 3   | 4月17日          | 第42回トヨタ・グランプリ・オブ・ロングビーチ                                     | ロングビーチ市街地コース                                      | カリフォルニア州ロングビーチ       | NBCSN      |
| 4   | 4月24日          | ホンダ・インディ・グランプリ・オブ・アラバマ                                     | バーバー・モータースポーツ・パーク                            | アラバマ州バーミングハム           | NBCSN      |
| 5   | 5月14日          | アンジーズ・リスト・グランプリ・オブ・インディアナポリス                         | インディアナポリス・モーター・スピードウェイ - ロードコース   | インディアナ州スピードウェイ       | ABC        |
| 6   | 5月29日          | 第100回 インディアナポリス500マイルレース                                        | インディアナポリス・モーター・スピードウェイ - オーバルコース | インディアナ州スピードウェイ       | ABC        |
| 7   | 6月4日           | シボレー・デュアル・イン・デトロイト・プレゼンテッド・バイ・クイッケン・ローンズ | ベル・アイル・パーク市街地コース                              | ミシガン州デトロイト               | ABC        |
| 8   | 6月5日           | シボレー・デュアル・イン・デトロイト・プレゼンテッド・バイ・クイッケン・ローンズ | ベル・アイル・パーク市街地コース                              | ミシガン州デトロイト               | ABC        |
| 9   | 6月26日          | コーラー・グランプリ                                                             | ロード・アメリカ                                              | ウィスコンシン州エルクハートレイク | NBCSN      |
| 10  | 7月10日          | アイオワ・コーン300                                                              | アイオワ・スピードウェイ                                      | アイオワ州ニュートン               | NBCSN      |
| 11  | 7月17日          | ホンダ・インディ・トロント                                                       | エキシビション・プレイス市街地コース                          | オンタリオ州トロント               | CNBC       |
| 12  | 7月31日          | ホンダ・インディ200                                                              | ミッドオハイオ・スポーツカーコース                            | オハイオ州レキシントン             | CNBC       |
| 13  | 8月22日*         | ABCサプライ500                                                                   | ポコノ・レースウェイ                                          | ペンシルベニア州ロングポンド       | NBCSN      |
| 14* | 6月12日/8月27日* | ファイアストン600                                                                | テキサス・モーター・スピードウェイ                            | テキサス州フォートワース           | NBC NBCSN  |
| 15  | 9月4日           | グランプリ・アット・ザ・グレン                                                   | ワトキンズ・グレン・インターナショナル                        | ニューヨーク州ワトキンズ・グレン   | NBCSN      |
| 16  | 9月18日          | ゴープロ・グランプリ・オブ・ソノマ                                               | ソノマ・レースウェイ                                          | カリフォルニア州ソノマ             | NBCSN      |

### カレンダーの変更
- グランプリ・オブ・ボストンの開催は2015年5月末に発表された。レースはレイバー・デイの週末、2016年9月4日に予定されていた。計画された市街地コースはシーポート地区を拠点としていた。2016年4月29日、レースはキャンセルされたと報じられた[34]。
- セントピーターズバーグは3月11日～13日にかけて開催される[35]。
- 開幕戦はエルマノス・ロドリゲス・サーキットで2月に開催されると噂されていたが、2017年シーズンまで遅れる可能性が高い[36]。
- ノラ・モータースポーツ・パークとミルウォーキー・マイルは2015年のイベント直後に経済的問題が生じたため、2016年シーズンは開催されない[36]。オートクラブ・スピードウェイも2016年のカレンダーから外された。このためインディカー・トリプルクラウンは行われない[36]。
- トロントは2016年シーズン、当初開催されていた7月の日程で行われる。また、週末の1戦として開催される。
- 2015年8月8日、ロード・アメリカの復帰が発表された。レースは2016年6月26日に行われる[37]。
- インディカーは2016年にフェニックス・インターナショナル・レースウェイで再び行われることが発表された[38]。
- IndyCarの首脳はゲートウェイ・モータースポーツ・パークへの復帰の可能性を模索している。同コースはチームのテスト走行とエアロパーツのテストに使用される。
- テキサス・モーター・スピードウェイは2016年6月11日にレースが開催されることを確認した[39]。
- IndyCarは2016年にポコノ・レースウェイに復帰する予定である。日程は8月21日に確定している[40]。
- マーク・マイルズとのインタビューで、彼はアイオワ・スピードウェイで7月10日にレースが開催されると語った[31]。
- IndyCarは11月2日のプレスリリースで、フェニックス・インターナショナル・レースウェイで2月26日-27日に2日間のプロモーション・テストが行われると発表した。これはシリーズが再び1マイル・オーバルでのレースを行う準備として開催される[41]。2月のフェニックスのプロモーターテストは、典型的なレースの週末スケジュールと組み合わせて使用されていない唯一のテストである。その他のプロモーターのテスト日程は、セント・ピーターズバーグ：3月11日、バーバー・モータースポーツ・パーク：4月22日、インディアナポリス・モータースピードウェイ（ロードコース）：5月12日、ロード・アメリカ：6月24日、ミッドオハイオ・スポーツカーコース：7月29日、ソノマ・レースウェイ：9月16日となる。
- IndyCarのCEO、マーク・マイルズはインタビューで、レイバー・デイに開催されるボストンのレースの変更に取り組んでおり、ゲートウェイ・モータースポーツ・パークとワトキンズ・グレン・インターナショナルが変更地と見なされていると語った[42]。2016年5月13日、IndyCarはボストンに代わってワトキンズ・グレンでレースが開催されると発表した[43]。
- ファイアストン600は6月11日の7:45 p.m. (CDT) に予定されていたが、午後に雨が降ったため延期された。レースは更に71周目の時点で雨のため中断し、残りは8月27日まで延期された。残りの248周は72周目からスタートした[33]。
- ポコノ・レースウェイでのABCサプライ500は3:09 PM (EST) に開始する予定であったが、雨のため月曜日の12:00 PM (EST) まで延期され、グリーンフラッグは12:09 PM (EST) に振られた。同レースは2011年のサンパウロ・インディ300以来の月曜開催となり、月曜スタートとしては2010年のホンダ・グランプリ・オブ・セントピーターズバーグ以来となる。

## レース結果
| Rd. | レース                 | ポールポジション         | ファステストラップ       | 最多ラップリード         | 優勝                       | 優勝                                         | 優勝               | レポート |
| Rd. | レース                 | ポールポジション         | ファステストラップ       | 最多ラップリード         | ドライバー                 | チーム                                       | マニファクチャラー | レポート |
| --- | ---------------------- | ------------------------ | ------------------------ | ------------------------ | -------------------------- | -------------------------------------------- | ------------------ | -------- |
| 1   | セントピーターズバーグ | ウィル・パワー           | ジョセフ・ニューガーデン | サイモン・パジェノ       | ファン・パブロ・モントーヤ | チーム・ペンスキー                           | シボレー           | 詳細     |
| 2   | フェニックス           | エリオ・カストロネベス   | トニー・カナーン         | スコット・ディクソン     | スコット・ディクソン       | チップ・ガナッシ・レーシング                 | シボレー           | 詳細     |
| 3   | ロングビーチ           | エリオ・カストロネベス   | チャーリー・キンボール   | エリオ・カストロネベス   | サイモン・パジェノ         | チーム・ペンスキー                           | シボレー           | 詳細     |
| 4   | バーミングハム         | サイモン・パジェノ       | スコット・ディクソン     | サイモン・パジェノ       | サイモン・パジェノ         | チーム・ペンスキー                           | シボレー           | 詳細     |
| 5   | インディアナポリスGP   | サイモン・パジェノ       | アレクサンダー・ロッシ   | サイモン・パジェノ       | サイモン・パジェノ         | チーム・ペンスキー                           | シボレー           | 詳細     |
| 6   | インディ500            | ジェームズ・ヒンチクリフ | アレクサンダー・ロッシ   | ライアン・ハンター＝レイ | アレクサンダー・ロッシ     | アンドレッティ・ハータ・オートスポーツ       | ホンダ             | 詳細     |
| 7   | デトロイト1            | サイモン・パジェノ       | スコット・ディクソン     | サイモン・パジェノ       | セバスチャン・ボーデ       | KVSHレーシング                               | シボレー           | 詳細     |
| 8   | デトロイト2            | サイモン・パジェノ       | ジョセフ・ニューガーデン | サイモン・パジェノ       | ウィル・パワー             | チーム・ペンスキー                           | シボレー           | 詳細     |
| 9   | ロード・アメリカ       | ウィル・パワー           | マックス・チルトン       | ウィル・パワー           | ウィル・パワー             | チーム・ペンスキー                           | シボレー           | 詳細     |
| 10  | アイオワ               | サイモン・パジェノ       | ジョセフ・ニューガーデン | ジョセフ・ニューガーデン | ジョセフ・ニューガーデン   | エド・カーペンター・レーシング               | シボレー           | 詳細     |
| 11  | トロント               | スコット・ディクソン     | エリオ・カストロネベス   | スコット・ディクソン     | ウィル・パワー             | チーム・ペンスキー                           | シボレー           | 詳細     |
| 12  | ミッドオハイオ         | サイモン・パジェノ       | ウィル・パワー           | ミカイル・アレシン       | サイモン・パジェノ         | チーム・ペンスキー                           | シボレー           | 詳細     |
| 13  | ポコノ                 | ミカイル・アレシン       | ウィル・パワー           | ミカイル・アレシン       | ウィル・パワー             | チーム・ペンスキー                           | シボレー           | 詳細     |
| 14  | テキサス               | カルロス・ムニョス       | スコット・ディクソン     | ジェームズ・ヒンチクリフ | グラハム・レイホール       | レイホール・レターマン・ラニガン・レーシング | ホンダ             | 詳細     |
| 15  | ワトキンズ・グレン     | スコット・ディクソン     | トニー・カナーン         | スコット・ディクソン     | スコット・ディクソン       | チップ・ガナッシ・レーシング                 | シボレー           | 詳細     |
| 16  | ソノマ                 | サイモン・パジェノ       | トニー・カナーン         | サイモン・パジェノ       | サイモン・パジェノ         | チーム・ペンスキー                           | シボレー           | 詳細     |

## ポイントランキング

### ドライバー
| 順位 | ドライバー                  | STP | PHX | LBH | ALA | IGP | INDY | INDY | DET | DET | ROA | IOW | TOR | MDO | POC | TEX | WGL | SNM | ポイント |
| 順位 | ドライバー                  | STP | PHX | LBH | ALA | IGP | QL   | 500  | DET | DET | ROA | IOW | TOR | MDO | POC | TEX | WGL | SNM | ポイント |
| ---- | --------------------------- | --- | --- | --- | --- | --- | ---- | ---- | --- | --- | --- | --- | --- | --- | --- | --- | --- | --- | -------- |
| 1    | サイモン・パジェノ          | 2*  | 2   | 1   | 1*  | 1*  | 8    | 19   | 13* | 2*  | 13  | 4   | 9   | 1   | 18  | 4   | 7   | 1*  | 659      |
| 2    | ウィル・パワー              | DNS | 3   | 7   | 4   | 19  | 6    | 10   | 20  | 1   | 1*  | 2   | 1   | 2   | 1   | 8   | 20  | 20  | 532      |
| 3    | エリオ・カストロネベス      | 4   | 11  | 3*  | 7   | 2   | 9    | 11   | 5   | 14  | 5   | 13  | 2   | 15  | 19  | 5   | 3   | 7   | 504      |
| 4    | ジョセフ・ニューガーデン    | 22  | 6   | 10  | 3   | 21  | 2    | 3    | 14  | 4   | 8   | 1*  | 22  | 10  | 4   | 22  | 2   | 6   | 502      |
| 5    | グラハム・レイホール        | 16  | 5   | 15  | 2   | 4   | 26   | 14   | 4   | 11  | 3   | 16  | 13  | 4   | 11  | 1   | 21  | 2   | 484      |
| 6    | スコット・ディクソン        | 7   | 1*  | 2   | 10  | 7   | 13   | 8    | 19  | 5   | 22  | 3   | 8*  | 22  | 6   | 19  | 1*  | 17  | 477      |
| 7    | トニー・カナーン            | 9   | 4   | 6   | 8   | 25  | 18   | 4    | 9   | 7   | 2   | 7   | 4   | 12  | 9   | 3   | 19  | 13  | 461      |
| 8    | ファン・パブロ・モントーヤ  | 1   | 9   | 4   | 5   | 8   | 17   | 33   | 3   | 20  | 7   | 20  | 20  | 11  | 8   | 9   | 13  | 3   | 433      |
| 9    | チャーリー・キンボール      | 10  | 12  | 11  | 9   | 5   | 16   | 5    | 8   | 16  | 6   | 10  | 11  | 8   | 15  | 6   | 6   | 9   | 433      |
| 10   | カルロス・ムニョス          | 8   | 22  | 12  | 14  | 12  | 5    | 2    | 6   | 15  | 10  | 12  | 17  | 3   | 7   | 7   | 11  | 15  | 432      |
| 11   | アレクサンダー・ロッシ (RY) | 12  | 14  | 20  | 15  | 10  | 11   | 1    | 10  | 12  | 15  | 6   | 16  | 14  | 20  | 11  | 8   | 5   | 430      |
| 12   | ライアン・ハンター＝レイ    | 3   | 10  | 18  | 11  | 9   | 3    | 24*  | 7   | 3   | 4   | 22  | 12  | 18  | 3   | 13  | 14  | 4   | 428      |
| 13   | ジェームズ・ヒンチクリフ    | 19  | 18  | 8   | 6   | 3   | 1    | 7    | 18  | 21  | 14  | 9   | 3   | 5   | 10  | 2*  | 18  | 12  | 416      |
| 14   | セバスチャン・ボーデ        | 21  | 8   | 9   | 16  | 24  | 19   | 9    | 1   | 8   | 18  | 8   | 7   | 20  | 5   | 10  | 5   | 10  | 404      |
| 15   | ミハイル・アリョーシン      | 5   | 17  | 16  | 17  | 13  | 7    | 27   | 15  | 17  | 16  | 5   | 6   | 17* | 2*  | 16  | 22  | 11  | 347      |
| 16   | マルコ・アンドレッティ      | 15  | 13  | 19  | 12  | 15  | 14   | 13   | 16  | 9   | 12  | 14  | 10  | 13  | 12  | 12  | 12  | 8   | 339      |
| 17   | 佐藤琢磨                    | 6   | 15  | 5   | 13  | 18  | 12   | 26   | 11  | 10  | 17  | 11  | 5   | 9   | 22  | 20  | 17  | 14  | 320      |
| 18   | コナー・デイリー (R)        | 13  | 16  | 13  | 20  | 6   | 24   | 29   | 2   | 6   | 21  | 21  | 15  | 6   | 16  | 21  | 4   | 21  | 313      |
| 19   | マックス・チルトン (R)      | 17  | 7   | 14  | 21  | 14  | 22   | 15   | 21  | 22  | 20  | 19  | 18  | 16  | 13  | 15  | 10  | 16  | 267      |
| 20   | ジャック・ホークワース      | 11  | 19  | 21  | 19  | 20  | 31   | 16   | 22  | 19  | 11  | 15  | 21  | 21  | 14  | 17  | 16  | 18  | 229      |
| 21   | スペンサー・ピゴット (R)    | 14  |     |     |     | 11  | 29   | 25   | 17  | 18  | 9   |     | 19  | 7   |     |     | 15  | 22  | 165      |
| 22   | ギャビー・チャベス          |     |     |     |     | 17  | 21   | 20   | 12  | 13  | 19  | 17  |     |     |     | 14  |     |     | 121      |
| 23   | J.R.ヒルデブランド          |     |     |     |     | 22  | 15   | 6    |     |     |     |     |     |     |     |     |     |     | 84       |
| 24   | オリオール・セルビア        | 18  |     |     |     |     | 10   | 12   |     |     |     |     |     |     |     |     |     |     | 72       |
| 25   | エド・カーペンター          |     | 21  |     |     |     | 20   | 31   |     |     |     | 18  |     |     | 21  | 18  |     |     | 67       |
| 26   | ルカ・フィリッピ            | 20  | 20  | 17  | 18  |     |      |      |     |     |     |     | 14  |     |     |     |     |     | 61       |
| 27   | タウンゼント・ベル          |     |     |     |     |     | 4    | 21   |     |     |     |     |     |     |     |     |     |     | 55       |
| 28   | R.C.エナーソン (R)          |     |     |     |     |     |      |      |     |     |     |     |     | 19  |     |     | 9   | 19  | 55       |
| 29   | ピッパ・マン                |     |     |     |     |     | 25   | 18   |     |     |     |     |     |     | 17  |     |     |     | 46       |
| 30   | マシュー・ブラバム (R)      |     |     |     |     | 16  | 26   | 22   |     |     |     |     |     |     |     |     |     |     | 37       |
| 31   | アレックス・タグリアーニ    |     |     |     |     | 23  | 33   | 17   |     |     |     |     |     |     |     |     |     |     | 35       |
| 32   | セージ・カラム              |     |     |     |     |     | 23   | 32   |     |     |     |     |     |     |     |     |     |     | 22       |
| 33   | ブライアン・クロウソン      |     |     |     |     |     | 28   | 23   |     |     |     |     |     |     |     |     |     |     | 21       |
| 34   | ステファン・ウィルソン (R)  |     |     |     |     |     | 30   | 28   |     |     |     |     |     |     |     |     |     |     | 14       |
| 35   | バディ・ラジアー            |     |     |     |     |     | 32   | 30   |     |     |     |     |     |     |     |     |     |     | 12       |
| 順位 | ドライバー                  | STP | PHX | LBH | ALA | IGP | INDY | INDY | DET | DET | ROA | IOW | TOR | MDO | POC | TEX | WGL | SNM | ポイント |

| 色     | 結果               |
| ------ | ------------------ |
| 金色   | 優勝               |
| 銀色   | 2位                |
| 銅色   | 3位                |
| 緑     | 4位・5位           |
| 水色   | 6位-10位           |
| 青灰色 | 完走 （11位以下）  |
| 紫     | 完走せず           |
| 赤     | 予選落ち (DNQ)     |
| 茶     | 撤退 (Wth)         |
| 黒     | 失格 (DSQ)         |
| 白     | スタートせず (DNS) |
| 白     | レース中止 (C)     |
| 空欄   | エントリーせず     |

| 注釈など |                                                                                               |
| 太字     | ポールポジション （1ポイント） インディ500を除く                                              |
| 斜体     | ファステストラップ                                                                            |
| *        | 最多リードラップ （2ポイント）                                                                |
| DNS      | Any driver who qualifies but does not start (DNS), earns half the points had they taken part. |
| 1        | 予選キャンセル ボーナスポイント無し                                                           |
| (RY)     | ルーキー・オブ・ザ・イヤー                                                                    |
| (R)      | ルーキー                                                                                      |

- 少なくとも1周のラップをリードしたドライバーには1ポイントが与えられる。レース中に最多ラップリードを記録したドライバーには追加で2ポイントが与えられる。
- インディ500を除く全てのレースで、ポールシッターは1ポイントが与えられる。
- エンジンが最低走行距離に達する前に交換された場合、10ポイントを失う。
- ポイントが並んだ場合、勝利数、2位、3位の順で比較され、ポールポジション数、予選2位回数と比較されていく。

### マニファクチャラー
| 順位 | マニファクチャラー | STP  | PHX  | LBH  | ALA  | IGP  | INDY | DET  | DET  | ROA  | IOW  | TOR  | MDO | POC  | TEX  | WGL  | SNM  | ボーナス | ペナルティ | ポイント |
| ---- | ------------------ | ---- | ---- | ---- | ---- | ---- | ---- | ---- | ---- | ---- | ---- | ---- | --- | ---- | ---- | ---- | ---- | -------- | ---------- | -------- |
| 1    | シボレー           | 1    | 1    | 1    | 1    | 1    | 3    | 1    | 1    | 1    | 1    | 1    | 1   | 1    | 3    | 1    | 1    | –        | –          | 1992     |
| 1    | シボレー           | 2    | 2    | 2    | 3    | 2    | 4    | 3    | 2    | 2    | 2    | 2    | 2   | 4    | 4    | 2    | 3    | –        | –          | 1992     |
| 1    | シボレー           | 4    | 3    | 3    | 4    | 5    | 5    | 5    | 4    | 5    | 3    | 4    | 7   | 5    | 5    | 3    | 6    | –        | –          | 1992     |
| 1    | シボレー           | 125* | 128* | 128* | 120* | 123* | 194  | 118* | 125* | 123* | 128* | 125* | 117 | 112  | 97   | 128* | 229* | –        | –          | 1992     |
| 2    | ホンダ             | 3    | 5    | 5    | 2    | 3    | 1    | 2    | 3    | 3    | 5    | 3    | 3   | 2    | 1    | 4    | 2    | –        | –          | 1697     |
| 2    | ホンダ             | 5    | 10   | 8    | 6    | 4    | 2    | 4    | 6    | 4    | 6    | 5    | 4   | 3    | 2    | 8    | 4    | –        | –          | 1697     |
| 2    | ホンダ             | 6    | 13   | 12   | 11   | 6    | 7    | 6    | 9    | 10   | 9    | 6    | 5   | 7    | 7    | 9    | 5    | –        | –          | 1697     |
| 2    | ホンダ             | 93   | 67   | 72   | 87   | 95   | 234* | 100  | 85   | 87   | 80   | 93   | 99* | 104* | 119* | 78   | 204  | –        | –          | 1697     |

- 各マニファクチャラーの予選/決勝上位3名がポイントを獲得するが、4つの割り当てエンジンのいずれかを使用している場合該当する。
- 最多ラップリードを記録した場合、2ポイントがマニファクチャラーに与えられる。
- インディ500を除く全てのレースで、ポールシッターのマニファクチャラーに1ポイントが与えられる。
- 各マニファクチャラーはエンジンが2500マイルに達するごとに10ポイントを獲得する。達する前にエンジンを交換した場合、あるいは部品交換を必要とする大きな修理を行った場合、20ポイントを失う。
- ポイントが並んだ場合、勝利数、2位、3位の順で比較され、ポールポジション数、予選2位回数と比較されていく。

## 脚註
1. ↑  8月13日、デイリーはポコノのレースで、8月6日に事故死したブライアン・クロウソンを追悼して88番のゼッケンを使用すると発表した。クロウソンはインディカーでの最後のレースとなった2016年のインディ500で88番を使用していた。
2. ↑  チームはデイル・コイン・レーシングの支援を受ける。
3. ↑  チームはKVSHレーシングの支援を受ける。
4. ↑  セントピーターズバーグのレースでパワーがポールを獲得した後、内耳炎のため出場を取りやめ、代わりに出場した。

## 参照
1. 1 2  Klein, Jamie (2015年12月16日). “Foyt retains Sato, Hawksworth for 2016”. Motorsport.com.   Motorsport Network, LLC.. 2015年12月16日閲覧。
2. ↑  “Tagliani to do "Indy Double" with Foyt, Alfe Heat Treating”. IndyCar.com.   Brickyard Trademarks, Inc. (2016年3月17日). 2016年3月17日閲覧。
3. ↑  Khorounzhiy, Valentin (2015年11月17日). “Andretti retains Carlos Munoz for 2016”. Motorsport.com.   Motorsport Network, LLC.. 2015年11月17日閲覧。
4. 1 2  Reiman, Samuel (2016年2月23日). “IndyCar: Alexander Rossi confirmed at Andretti”. Foxsports.com.  Fox Sports Digital Media. 2016年2月23日閲覧。
5. ↑  Straw, Edd (2016年2月1日). “Ex-F1 driver Max Chilton joins Ganassi for 2016 IndyCar season”. Autosport.com.  Haymarket Media Group. 2016年2月1日閲覧。
6. ↑  Olsen, Jeff (2016年5月15日). “Charlie Kimball’s car will change number”. The Indianapolis Star (Gannett Company) 2016年5月16日閲覧。
7. ↑  Malsher, David (2015年12月11日). “Dale Coyne signs Conor Daly and Bryan Clauson”. Motorsport.com.   Motorsport Network, LLC.. 2015年12月11日閲覧。
8. ↑  “Team Outlook 2016: Coyne settling on more consistent lineup”. IndyCar.com.   Brickyard Trademarks, Inc. (2016年3月5日). 2016年3月5日閲覧。
9. ↑  Hembree, Mike (2016年1月21日). “Gas Monkey Garage to sponsor Sage Karam in Indianapolis 500 bid”. USA Today (Charlotte, North Carolina: Gannett Company) 2016年1月21日閲覧。
10. 1 2  “INDYCAR: Carpenter, Fisher confirm split”. Racer.com.   Racer Media & Marketing, Inc. (2016年1月28日). 2016年1月30日閲覧。
11. ↑  Pruett, Marshall (2015年12月2日). “INDYCAR: KVSH considering single entry in 2016`”. Racer.com.   Racer Media & Marketing, Inc.. 2015年12月2日閲覧。
12. ↑  Cavin, Curt (2016年5月13日). “Lazier team has new name, number, better chance”. The Indianapolis Star (Indianapolis: Gannett Company) 2016年5月13日閲覧。
13. 1 2  “INDYCAR: Brabham secures Indy 500 drive”. Racer.com.   Racer Media & Marketing, Inc. (2015年12月3日). 2015年12月3日閲覧。
14. ↑  Lewandowski, Dave (2015年10月20日). “American force: Pigot joins Rahal for 2016 races”. IndyCar.com.   Brickyard Trademarks, Inc.. 2015年10月20日閲覧。
15. ↑  “INDYCAR: Aleshin confirmed at Schmidt”. Racer.com.   Racer Media & Marketing, Inc. (2015年12月8日). 2015年12月8日閲覧。
16. ↑  James, Brant (2016年3月13日). “Will Power has mild concussion, misses IndyCar season opener”. USA Today (St. Petersburg, Florida: Gannett Company) 2016年3月13日閲覧。
17. ↑  Fryer, Jenna (2016年3月16日). “Power misdiagnosed with concussion before IndyCar opener”. Associated Press. Associated Press (Charlotte, North Carolina: AP Sports).  オリジナルの2016年3月16日時点におけるアーカイブ。 2016年3月16日閲覧。
18. ↑  Miller, Robin (2015年8月14日). “INDYCAR: Indy part of Clauson's 200 race bid”. Racer.com.   Racer Media & Marketing, Inc.. 2015年8月14日閲覧。
19. ↑  Olsen, Jeff (2015年8月22日). “Michael Andretti says he hopes to field four cars in 2016”. USA Today (Long Pond, Pennsylvania: Gannett Company) 2015年8月22日閲覧。
20. ↑  “Team Outlook 2016: Ed Carpenter Racing is back, but didn't really leave”. IndyCar.com.   Brickyard Trademarks, Inc. (2016年3月2日). 2016年3月8日閲覧。
21. ↑  Larson, Mike (2015年9月23日). “Josef Newgarden to stay with Carpenter Fisher Hartman Racing for 2016”. Crain Communications 2015年9月23日閲覧。
22. ↑  Khorounzhiy, Valentin (2016年6月2日). “Pigot joins Ed Carpenter Racing for road and street courses”. Motorsport.com.   Motorsport Network, LLC.. 2016年6月2日閲覧。
23. ↑  Malsher, David (2015年9月29日). “Rahal to remain a one-car team in 2016”. Motorsport.com.   Motorsport Network, LLC.. 2015年9月29日閲覧。
24. ↑  Glendenning, Mark (2016年4月23日). “INDYCAR: Servia confirmed at SPM for Indy”. Racer.com.   Racer Media & Marketing, Inc.. 2016年4月23日閲覧。
25. ↑  DiZinno, Tony (2016年4月26日). “Stefan Wilson confirms Indy 500 run with KV Racing”. motorsportstalk.nbcsports.com.  NBC Sports. 2016年4月26日閲覧。
26. ↑  Miller, Robin (2016年2月18日). “INDYCAR: BHA forms alliance with Andretti”. Racer.com.   Racer Media & Marketing, Inc.. 2016年2月18日閲覧。
27. ↑  Pruett, Marshall (2016年2月18日). “INDYCAR: Chaves vows to rebound after losing BHA seat”. Racer.com.   Racer Media & Marketing, Inc.. 2016年2月19日閲覧。
28. ↑  Malsher, David (2016年6月13日). “Hildebrand to sub for injured Newgarden”. Motorsport.com.  Fort Worth, Texas:  Motorsport Network, LLC. 2016年6月13日閲覧。
29. ↑  Pruett, Marshall (2016年7月21日). “INDYCAR: Enerson lands Coyne seat for Mid-Ohio”. Racer.com.   Racer Media & Marketing, Inc.. 2016年7月25日閲覧。
30. ↑  Pruett, Marshall (2016年8月29日). “INDYCAR: Enerson returns for final two races”. Racer.com.   Racer Media & Marketing, Inc.. 2016年8月29日閲覧。
31. 1 2  “New events, extended season highlight 2016”. IndyCar.com.   Brickyard Trademarks, Inc. (2015年10月27日). 2015年10月27日閲覧。
32. ↑  Kallmann, Dave (2015年8月7日). “Road America will get IndyCar race in 2016”. Milwaukee Journal Sentinel (Gannett Company) 2015年8月7日閲覧。
33. 1 2  Robinson, Mark (2016年6月12日). “Firestone 600 postponed after 71 laps, will resume on Aug. 27”. IndyCar.com.  Fort Worth, Texas:  Brickyard Trademarks, Inc.. 2016年6月13日閲覧。
34. ↑  Golen, Jimmy (2016年4月29日). “Scheduled IndyCar race on streets of Boston cancelled”. Associated Press. Associated Press (Boston: AP Sports).  オリジナルの2016年5月1日時点におけるアーカイブ。 2016年4月29日閲覧。
35. ↑  Stanley, Kameel (2015年8月3日). “City: Grand Prix of St. Petersburg will be in early March 2016”. Tampa Bay Times (St. Petersburg, Florida: Times Publishing Company) 2015年8月3日閲覧。
36. 1 2 3  Pruett, Marshall (2015年8月2日). “IndyCar: Big changes coming to 2016 schedule”. Racer.com.   Racer Media & Marketing, Inc.. 2015年8月2日閲覧。
37. ↑  “IndyCar racing returns to Road America in '16”. IndyCar.com.   Brickyard Trademarks, Inc. (2015年8月8日). 2015年8月8日閲覧。
38. ↑  Miller, Robin (2015年8月14日). “IndyCar: Fontana out; Phoenix closer to return”. Foxsports.com.  Fox Sports Digital Media. 2015年8月14日閲覧。
39. ↑  “Texas Motor Speedway Announces 2016 Racing Schedule”. catchfence.com.  Fort Worth, Texas:  Citizen Journalist Media Corps (2015年10月3日). 2015年10月3日閲覧。
40. ↑  Miller, Robin (2015年10月13日). “INDYCAR: Pocono set to return in 2016”. Racer.com.   Racer Media & Marketing, Inc.. 2015年10月13日閲覧。
41. ↑  “Test to set stage for Phoenix; incentives added”. IndyCar.com.   Brickyard Trademarks, Inc. (2015年11月2日). 2015年11月2日閲覧。
42. ↑  Martin, Bruce (2016年5月5日). “IndyCar lines up Watkins Glen or Gateway to replace Boston race”. Autosport.com.  Haymarket Media Group. 2016年5月5日閲覧。
43. ↑  Cavin, Curt (2016年5月13日). “IndyCar series to race at Watkins Glen”. The Indianapolis Star (Indianapolis: Gannett Company) 2016年5月13日閲覧。